# 卡米·史密斯
卡米·史密斯（英語：Cammy Smith；1995年8月24日—）是一位蘇格蘭足球運動員。在場上的位置是前鋒。他曾效力於蘇格蘭足球超級聯賽球隊阿伯丁足球俱樂部。他也代表蘇格蘭各級青年國家足球隊參賽。